# The Cab
The Cab es una banda de rock estadounidense de Las Vegas, Nevada. Firmados por Fueled by Ramen filial de Decaydance Records.
Su álbum debut Whisper War fue lanzado el 29 de abril de 2008 con los éxitos One of THOSE Nights , I'll Run y Bounce . También han sido llamados "la banda que necesitas conocer 2008" (the band you need to know 2008) por Alternative Press.
Los miembros de la banda Alex deLeon y Cash Colligan empezaron tocando juntos en la Preparatoria y grabaron demos como dueto que después publicaron en Myspace. Alex deLeon invitó a Alex Johnson (que en ese tiempo tocaba en una banda de hardcore local) a unirse a The Cab. En 2009 lanzaron su tercer EP titulado The Lady Luck - EP en el cual se incluye una versión de Queen, I Want to Break Free, fueron apadrinados por Pete Wentz, Bajista de la banda Fall Out Boy

## Miembros
- Alex DeLeon - Vocalista (2004 - presente)
- Alex Marshall - Piano /Coros / Guitarra (2005 - presente)
- Joseph Thunder - Bajo (2009 - presente)

## Exmiembros
Frank Sidoris
- Andy Pugh - Guitarra / Piano / Coros (2004 - 2005)
- Paul García - Guitarra (2005 - 2007)
- Ian Crawford - Guitarra / Coros (2004 - 2009)
- Cash Colligan - Bajo (2004 - 2009)
- Bryan Dawson - Guitarra (2009-2010)
- Alex Johnson - Batería (2004 - 2011)

## Discografía

### Álbumes
- Whisper War (2008)
- Symphony Soldier (2011)

### EP
- Drunk Love - EP (2006)
- Glitz And Glamour - EP (2007)
- The Lady Luck - EP (2009)
- Lock Me Up - EP (2014)

### Sencillos
- One of THOSE Nights (2008)
- I'll Run (2008)
- Bounce (2008)
- Take My Hand (Remix) (feat. Cassadee Pope de Hey Monday) (2009)